# Ryan Goins
Ryan Matthew Goins (né le 13 février 1988 à Round Rock, Texas, États-Unis) est un joueur d'arrêt-court et de  deuxième but des Royals de Kansas City de la Ligue majeure de baseball.

## Carrière
Joueur des Patriots de la Dallas Baptist University (DBU) à Dallas au Texas, Ryan Goins devient un choix de quatrième ronde des Blue Jays de Toronto en 2009.

### Saison 2013
Joueur d'arrêt-court dans les ligues mineures, Goins joue surtout au poste de deuxième but à son arrivée dans le baseball majeur, l'arrêt-court étant occupé à Toronto par le joueur étoile José Reyes. Goins fait ses débuts avec les Blue Jays le 23 août 2013. En 34 matchs en fin d'année, il maintient une moyenne au bâton de ,252 avec 30 coups sûrs, deux circuits, 11 points marqués et 8 points produits. Il récolte à son tout premier match dans les majeures ses deux premiers coups sûrs : un simple contre le lanceur Jordan Lyles puis un double aux dépens de Josh Fields, des Astros de Houston. Le 18 septembre suivant face aux Yankees de New York, il réussit son premier coup de circuit en carrière, contre le lanceur David Huff.

### Saison 2014
Malgré le changement de position sur le terrain, Ryan Goins est rapidement reconnu pour son excellent jeu défensif au deuxième coussin et est en compétition, malgré ses lacunes en offensive, pour occuper ce poste sur une base régulière au cours de la saison 2014 des Blue Jays.

### Saison 2015
Au début 2015, il partage le poste d'arrêt-court avec José Reyes, un joueur vieillissant qui est fréquemment blessé. Lorsque ce dernier est échangé au Colorado en retour de l'arrêt-court étoile Troy Tulowitzki, Goins retourne au deuxième but, où il remplace jusqu'à la fin de l'année Devon Travis, blessé. 
En 128 matchs joués durant la saison régulière 2015, Goins frappe pour ,250 de moyenne au bâton avec 5 circuits et 45 points produits. En séries éliminatoires, il commet une coûteuse erreur dans le second match de la Série de championnat qui oppose les Jays aux Royals de Kansas City : il poursuit au champ droit une balle qui tombe entre José Bautista et lui, ouvrant la porte à une poussée de 5 points de l'adversaire,. Deux jours après cette défaite, Goins se rachète dans le 3e match de la série avec un circuit de 3 points aux dépens de Johnny Cueto. Goins récolte 4 points produits dans cette série, ultimement remportée par Kansas City.